# Крижанівський Олександр Володимирович
Олександр Володимирович Крижанівський (13 жовтня 1957, Київ — 21 листопада 2023, там само) — український театральний діяч, актор та режисер, Заслужений артист України (2018).
Директор-художній керівник Київського академічного театру на Печерську.

## Життєпис
Народився 13 жовтня 1957 року в Києві. З 1975 по 1979 роки навчався на акторському факультеті Київському державному інституті театрального мистецтва імені І. К. Карпенка-Карого, курс Миколи Рушковського. Закінчив аспірантуру Київському державному інституті театрального мистецтва імені І. К. Карпенка-Карого у 1981 році.
У 1987—1991 роках навчався у Школі драматичного мистецтва, режисерського факультету ГІТІСу, курс Анатолія Васильєва.
Працював актором Київського театру естради у 1980—1986 роках. З 1982 по 1998 роки викладач майстерності актора Київському державному інституті театрального мистецтва імені І. К. Карпенка-Карого. У 1986—1987 роках актор Молодого театру .
У 1991—1998 роках — актор Театру на Подолі.
З 1999 року режисер та художній керівник Нового драматичного театру на Печерську.
Був одружений із Тамарою Плашенко, заслуженою артисткою України, акторкою Театру на Подолі. Спільний син Володимир.
Помер 21 листопада 2023 року у Києві від інфаркту.

## Режисерські роботи
Київський національний університет театру, кіно та телебачення імені І. К. Карпенка-Карого
- 1988 — «Маленькі трагедії» А. Пушкіна
- 1989 — «Дон Жуан» А. Пушкіна
- 1991 — «Вечірні відвідувачі» Ж. Превера

Інститут міжнародних відносин КНУ ім. Т. Шевченка)
- 1999 — «Пігмаліон» Дж. Б. Шоу

Київська академічна майстерня театрального мистецтва «Сузір'я»
- 1999 — «Візит пана В» М. Булгакова

Театр на Подолі
- 1992 — «Лунін, або смерть Жака» Е. Радзінського
- 1994 — «Ведмідь» А. Чехова
- 1997 — «Дзеркало і маска» Х. Борхеса

Новий драматичний театр на Печерську
- 2000 — «Ведмідь» А. Чехова
- 2000 — «Імпровізація»
- 2000 — «Острів нашої Любові та Надії» Геннадія Соловського
- 2001 — «Забути Герострата!» Г. Горіна
- 2001 — «Віфлеємська зірка» казка для дітей
- 2003 — «У кожного свої дива» А. Чехова
- 2004 — «Закон Танго» (за текстами Кортасара, Борхеса, Неруди) керівник проекту
- 2005 — «Записки божевільного» Н. Гоголя
- 2005 — «Майстер і Маргарита» М. Булгакова
- 2007 — «Зустріч» (спільно з «MELO» Стокгольм) керівник проекту
- 2008 — «Розпусник» Е. Шмітта
- 2011 — «Push Up» Роланда Шіммельпфеніга
- 2011 — «Врятуй мене» Ані Хіллінг
- 2012 — «Нічний Гаспар. Повішений» Лейли Александер-Гарретт
- 2012 — «Корабель не прийде» Ніс-Момме Штокманна
- 2014 — «Відчувати» (Україна-Швеція) керівник проекту

Інші роботи
- 2015 — документальна п'єса «Сім» (м. Київ)[8]

## Фільмографія
| Рік  |   | Українська назва                    | Оригінальна назва                     | Роль                                                                   |
| ---- | - | ----------------------------------- | ------------------------------------- | ---------------------------------------------------------------------- |
| 1994 | ф | Співачка Жозефіна й Мишачий Народ   | Josephine, the Singer and Mice People | актор, другий режисер                                                  |
| 2000 | ф | Ейзенштейн                          | Eisenstein                            | секретар Сталіна                                                       |
| 2002 | ф | Шум вітру                           |                                       | батько                                                                 |
| 2004 | с | Попіл Фенікса                       | Пепел Феникса                         | «Сліпий»                                                               |
| 2004 | ф | Евіленко                            | Evilenko                              | ув'язнений                                                             |
| 2005 | с | Повернення Мухтара-2                | Возвращение Мухтара-2                 | директор музею                                                         |
| 2005 | с | За все тобі дякую                   | За всё тебя благодарю                 | Васильович                                                             |
| 2006 | с | Утьосов. Пісня довжиною у життя     | Утёсов. Песня длиною в жизнь          | епізодична роль (немає в титрах)                                       |
| 2006 | с | Золоті хлопці-2                     | Золотые парни-2                       | Антон                                                                  |
| 2006 | с | За все тобі дякую-2                 | За всё тебя благодарю                 | Васильович                                                             |
| 2006 | с | Повернення Мухтара-3                | Возвращение Мухтара-3                 | лікар                                                                  |
| 2007 | с | Повернення Мухтара-4                | Возвращение Мухтара-4                 | Колпаков                                                               |
| 2008 | с | Смерть шпигунам. Крим               | Смерть шпионам. Крым                  | Сапега, капітан                                                        |
| 2008 | с | Сила тяжіння                        | Сила притяжения                       | Георгій                                                                |
| 2008 | ф | Райські птахи                       |                                       | співробітник КДБ                                                       |
| 2009 | ф | Полювання на Вервольфа              | Охота на Вервольфа                    | Андрій Зотов, полковник                                                |
| 2009 | с | Блудні діти                         | Блудные дети                          | кримінальний авторитет, немає в титрах                                 |
| 2009 | ф | Дідька лисого                       | Чёрта с два                           | Логінов                                                                |
| 2010 | с | Віра. Надія. Любов                  | Вера, Надежда, Любовь                 | епізодична роль                                                        |
| 2010 | с | Брат за брата                       | Брат за брата                         | Чванов, кримінальний авторитет                                         |
| 2011 | ф | Кульбаба                            | Одуванчик                             | епізодична роль                                                        |
| 2012 | с | СБУ. Спецоперація                   | СБУ. Спецоперация                     | Віктор Лісовий, головна роль                                           |
| 2012 | ф | Матч                                | Матч                                  | тренер                                                                 |
| 2012 | с | Порох і дріб                        | Порох и дробь                         | Артем Карданов, ветеран-афганець                                       |
| 2012 | с | Анна Герман. Таємниця білого янгола | Anna German. Tajemnica Białego Anioła | конферансьє                                                            |
| 2013 | ф | Життя після життя                   | Жизнь после жизни                     | Асадов                                                                 |
| 2013 | ф | Польська сибіріада                  | Syberiada polska                      | Тартаковський                                                          |
| 2014 | с | Мажор                               | Мажор                                 | Андрій Вікторович                                                      |
| 2014 | с | Манекенниця                         | Манекенщица                           | полковник КДБ                                                          |
| 2014 | ф | Під сильним ангелом                 | Pod Mocnym Aniołem                    | Єрофєєв                                                                |
| 2015 | с | Нюхач-2                             |                                       | генерал спецслужб                                                      |
| 2015 | с | За законами воєнного часу           | По законам военного времени           | Єгор Ілліч                                                             |
| 2015 | ф | Незламна                            |                                       | Джон, секретар Елеонори Рузвельт                                       |
| 2016 | с | Одинак                              | Одиночка                              | епізодична роль                                                        |
| 2016 | ф | Якби ж то                           | Если бы да кабы                       | Андрій Олексійович Колесніков, батько Олексія, банкір (немає в титрах) |
| 2016 | с | Будинок на холодному ключі          | Дом на холодном ключе                 | Володимир Байбаков, зам. начальника поліції міста                      |
| 2017 | с | Дитина на мільйон                   | Ребенок на миллион                    | епізодична роль                                                        |
| 2017 | с | Перехрестя                          | Перекресток                           | Леонід Олександрович, лікар                                            |
| 2017 | с | Балерина                            | Балерина                              | епізодична роль                                                        |
| 2017 | с | Провідниця                          | Проводница                            | Олександр Шапіро, батько Насті                                         |
| 2018 | с | Рідна кров                          |                                       | Віталій Михайлович                                                     |
| 2018 | с | Обмани себе                         | Обмани себя                           | епізодична роль                                                        |
| 2018 | с | За законами воєнного часу-2         | По законам военного времени-2         | Єгор Ілліч                                                             |
| 2018 | с | Спадкоємиця мимоволі                | Наследница поневоле                   | головна роль                                                           |
| 2018 | с | Кров янгола                         | Кровь ангела                          | слідчий                                                                |
| 2018 | с | Замкнене коло                       |                                       | Микола Вітер, батько Олени, голова профспілки заводу                   |
| 2019 | с | Я заплачу завтра                    | Я заплАчу завтра                      | суддя                                                                  |
| 2023 | ф | Буча                                |                                       | Євген Миколайович                                                      |

## Нагороди та визнання
- 2013 — «Київська пектораль» у номінації «Найкраща вистава камерної сцени», вистава «Корабель не прийде» Новий драматичний театр на Печерську.
- 2011 — «Київська пектораль» у номінації «Найкраща вистава камерної сцени», вистава «Push Up» Новий драматичний театр на Печерську[9].
- 2008 — «Київська пектораль» у номінації «Найкраща вистава камерної сцени», вистава «Розпусник» Новий драматичний театр на Печерську[10].
- 2011 — Премія імені Мар'яна Крушельницького[11].
- 2024 — Орден «За заслуги» III ст.[12]